# Edward Frederick Leitner
Friedrich August Ludwig Leitner (n. 1812 - f. 1838) fue un naturalista, médico y botánico estadounidense, de origen alemán. Es a tal punto poco conocido, incluso localmente, que el historiador local Gail Fishman no lo menciona en su libro de 2000 Journeys Through Paradise: Pioneering Naturalists in the Southeast (Viajes por el paraíso: Naturalistas Pioneros en la Sudeste).
Era hijo de Johann Friedrich Leitner y de Karoline Friedericke Bühler. Su padre era Jardinero de la Corte Real en el Jardín botánico de Stuttgart, y falleció cuando él tenía cuatro años. Pudo estudiar historia natural en la Universidad de Tubinga con el Profesor Gustav Schübler (1787-1834).
Leitner recibió una beca de la "Sociedad de Ciencias Naturales de Württemberg, y en 1831 navegó desde Le Havre a EE. UU.. Residió en Nueva York y en Pensilvania y pasó después a Charleston, donde encontró una comunidad alemana interesada en la historia natural. Estudió en el "Colegio Médico de Carolina del Sur", donde se graduó como médico.
En 1833 comenzó a realizar expediciones botánicas por Florida, recolectando fauna y flora, y así lo fue haciendo cada año. Fue asesinado por un disparo de arma de fuego en los Cayos de Florida en 1838.

## Algunas publicaciones
- Tesis doctoral: De Hippomane Mancinella (sic)L. 1753
- 1835. “Poisonous Effects of the different species of Poison Sumac, Poison Oak, and Poison Vine, of the Hippomane Mancinella Excoecaria Agallocha.”

### Epónimos
Tanto una familia como su género tipo fueron nombrados en su honor:
- LeitneriaceaeBenth.:[2] Leitneria Chapm.[3]

- La abreviatura «Leitn.» se emplea para indicar a Edward Frederick Leitner como autoridad en la descripción y clasificación científica de los vegetales.[4]